# Johann Gottfried Dingler

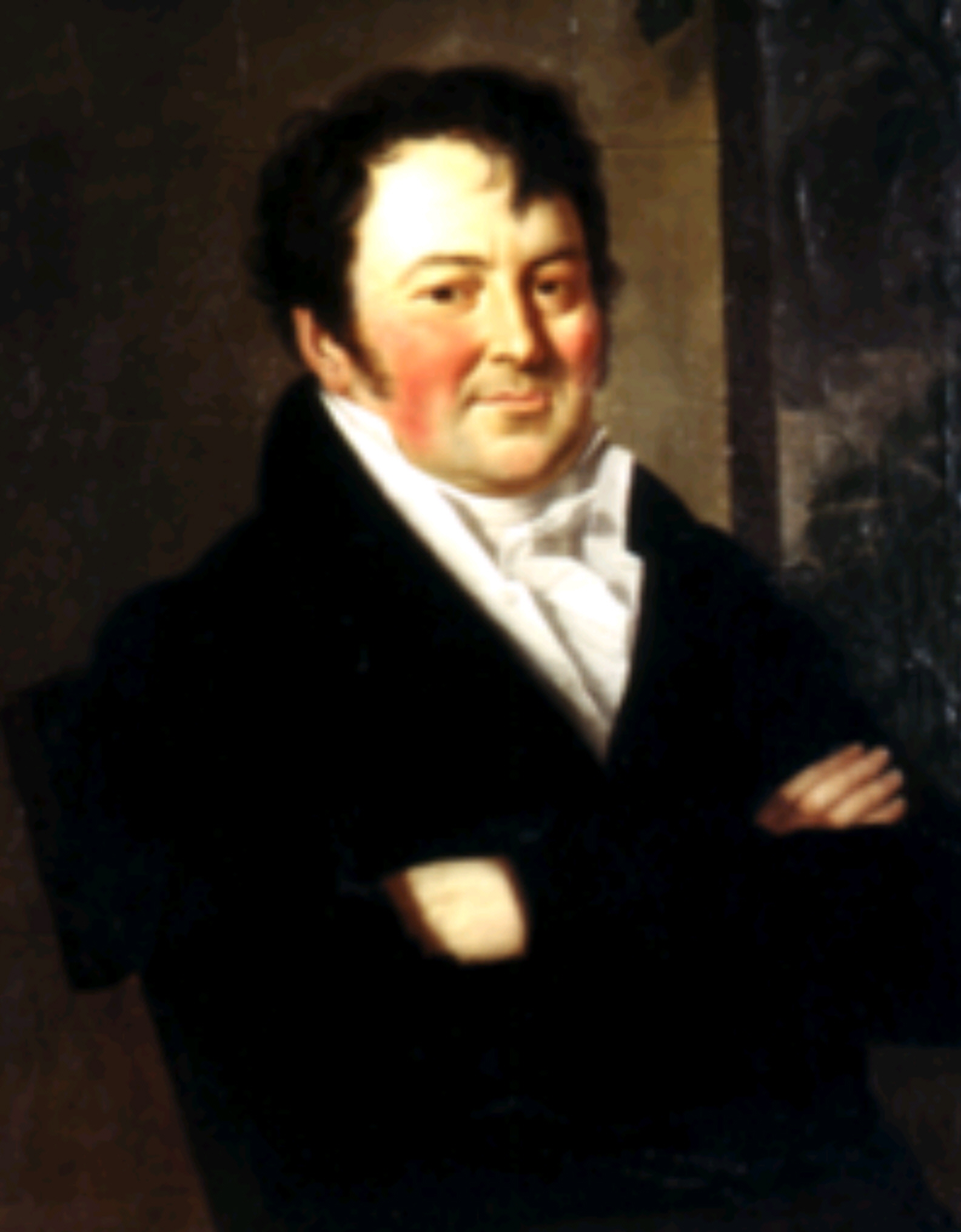

Johann Gottfried Dingler (* 2. Januar 1778 in Zweibrücken; † 19. Mai 1855 in Augsburg) war ein deutscher Chemiker und Fabrikant.

## Leben
Sein Vater, ein Leineweber, war aus Plieningen nach Zweibrücken gezogen und hatte seine fünf Söhne für den Handwerkerstand bestimmt. Johann Gottfried wurde jedoch, aufgrund seiner Begabung auf der Volksschule, eine Lehrstelle beim Apotheker Hahn in Oppenheim vermittelt.
1793–1795 diente er in Minden als Feldapotheker in der preußischen Armee und praktizierte anschließend als Gehilfe in Schmalkalden und Nürnberg. 1800 ließ er sich selbständig als Apotheker in Augsburg nieder. Hier lernte er den Kattundruck-Fabrikanten Schüle kennen. Die Kattundruckerei beruhte damals auf empirischer Erfahrung, und Dingler war der Ansicht, dass die Anwendung der chemischen Wissenschaft die Verfahren verbessern könnte. 1804 reiste er nach Mülhausen, wo die Kattundruckereien starken Aufschwung nahmen, und wurde mit den Bedürfnissen der Druckerei gründlich vertraut. 1806 gründete er in Augsburg am Weinmarkt eine Fabrik chemischer Produkte Dingler & Arnold, die er später allein fortführte. Es war die erste bayerische Schwefelsäurefabrik, deren Haupterzeugnis zum Bleichen von Leinen- und Baumwollgarn verwendet wurde.
Am 10. März 1806 wurde sein erster Sohn Emil Maximilian geboren.
1809/1810 war er wieder in Mülhausen und beschäftigte sich mit dem Türkischrothfärben. Er machte einige praktischen Erfindungen im Fache der Färberei und Zeugdruckerei. 1815 konnte er sein Geschäft, hauptsächlich mit verschiedenen Zinnbeizen weiter ausdehnen. Eine übernommene Kattundruckerei, die er mit vielen Verbesserungen versah, musste er wegen unzureichender Geldmittel wieder aufgeben. 1835 wechselte sein Unternehmen den Besitzer und 1845 zog er sich von den Geschäften gänzlich zurück.
Seit 1806 war er in seinem Fachgebiet auch literarisch tätig und redigierte ein Journal für das gesamte Gebiet der Färberei, Druckerei und Bleicherei. 1806 verlieh ihm die Universität Gießen hierfür die Doktorwürde. Er stellte fest, dass die Berichterstattung über technische Fortschritte noch mangelhaft war. Zusammen mit dem Verleger Johann Friedrich Cotta plante er ein monatlich erscheinendes Polytechnisches Journal, das ihn ab Ende 1820 hauptsächlich in Anspruch nahm. Ab 1831 wirkte hierbei sein Sohn mit, der es 1840 übernahm. Er stand auch mit dem Begründer der modernen Pharmazie, Johann Bartholomäus Trommsdorff im brieflichen Kontakt.

## Werke
- Journal für die Zitz-, Kattun- oder Indiennendruckerei etc. 2 Bände. 1806–1807.
- Neues Journal für die Indiennen- oder Baumwollendruckerei etc. 4 Bände. 1815–1817.
- Beschreibung mehrerer Dampfapparate zum Kochen und Heizen. 1818
- Magazin für die Druck-, Färbe- und Bleichkunst. 3 Bände. 1818–1820.
- Neues englisches Färbebuch von E. Bankroft, aus dem Englischen von I. A. Buchner. 2 Bände. Nürnberg 1817/1818; mit Wilhelm Heinrich Jacob von Kurrer[3]
- Zu Buchner’s Uebersetzung von Bancroft’s englischem Färbebuch. 1817–1818.
- Grundriß der Färberei von I. B. Vitalis, aus dem Französischen von I. H. Schultes. Stuttgart / Tübingen, 1824.
- Zu Schulte’s Uebersetzung von Vitalis’ Grundriß der Färberei. 1824.